# Allaegopis jonicus
Allaegopis jonicus is een slakkensoort uit de familie van de Zonitidae. De wetenschappelijke naam van de soort is voor het eerst geldig gepubliceerd in 1930 door Kaufel.